# Armand Beauvais (peintre)
Pour les articles homonymes, voir Armand Beauvais et Beauvais (homonymie).
 (mars 2016).
Si vous disposez d'ouvrages ou d'articles de référence ou si vous connaissez des sites web de qualité traitant du thème abordé ici, merci de compléter l'article en donnant les références utiles à sa vérifiabilité et en les liant à la section « Notes et références ».
Paul Armand Francis Beauvais, né le 30 novembre 1840 à Bar-sur-Aube et mort le 25 juillet 1911 à Saint-Aignan-sur-Cher, est un artiste peintre, graveur et lithographe français.

## Biographie
Fils d’un avoué de Romorantin ayant fait fortune, Armand Beauvais vit de ses rentes toute sa vie et n’a pas besoin de vendre sa peinture. Il est l'élève de Desjobert et de Jean-Léon Gérôme et médaillé au Salon des artistes français en 1882 et 1890, à l'Exposition universelle de 1889 et à celle de 1900. Sa peinture est inspirée par les scènes rurales du Berry mais aussi du Cotentin et de la région du lac d'Annecy.
Hugues Lapaire, l’écrivain régionaliste berrichon, en donne une description tout à fait adéquate : « les tableaux d'Armand Beauvais donnent merveilleusement l'impression de ce Berry grave aux larges horizons, aux plaines solitaires et nues, aux grandes étendues de silence… ses chevaux de labour, ses troupeaux de moutons que ramènent les bergères au soir tombant, ses chèvres qui broutent aux haies, ses vaches traversant un gué ou s'abreuvant à une mare, sont la réalisation d'une longue et fine observation ».
Autre citation de Hugues Lapaire dans Le Pays berrichon (1908) : « Armand Beauvais, le peintre délicat des horizons de Villentrois, celui qui sut rendre le charme de ce coin de Berry familier avec ses chemins creux, ses prairies plantureuses, ses troupeaux de chèvres et de bœufs roux, ses peupliers qui sèment leurs feuilles d'or sur les bruyères roses… »
Armand Beauvais est le père de Georges Beauvais, un des grands noms de la radio française, ancien collaborateur du général Ferrié, il a pu assister à l’éclosion de la radio qui fut d'abord militaire, en particulier de la T.S.F. à la Tour Eiffel.
Il est inhumé à Neuilly-sur-Seine.

## Œuvres dans les collections publiques
- Nemours, château-musée : Prairie de Villentrois ;
- Troyes, musée des beaux-arts :
  - Vignes, un soir d'hiver ;
  - Vaches à l'abreuvoir.

## Élèves
- Daniel Duchemin
- Auguste-Antoine Durandeau (1854-1941)